# Sous-officier
Le terme sous-officier désigne un groupe de grades dans une hiérarchie de type militaire. Il est précédé par le groupe des militaires du rang et suivi par celui des officiers.

## Composition
La composition et les types de grades des sous-officiers varient selon les pays et les unités (Armée de terre, Armée de l'air, Marine, sapeurs-pompiers, etc.).

### AuCanada
Dans les Forces armées canadiennes, les sous-officiers ne forment pas un corps à part entière et constituent les grades supérieurs des militaires du rang ; ils sont aussi appelés « sous-officiers seniors ».

### EnFrance

#### Dans lesForces armées françaises
Un sous-officier est un militaire dont la plage de grades se situe au-dessus du grade de caporal-chef (ou dernier grade de militaire du rang) et en deçà du grade d'aspirant (lui-même en deçà du premier grade d'officier subalterne). Dans la Marine nationale française, l'officier marinier est l'équivalent du sous-officier.
Les grades des sous-officiers sont,, :
- major (ou major sous-chef de musique) ;
- adjudant-chef (ou maître principal, commis greffier de 1re classe, huissier appariteur de 1re classe, agent technique en chef, sous-chef de musique de 1re classe, maître ouvrier principal) ;
- adjudant (ou premier maître, commis greffier de 2e classe, huissier appariteur de 2e classe, agent technique, sous-chef de musique de 2e classe, maître ouvrier de 1re classe) ;
- sergent-chef (ou maréchal des logis-chef, maître, huissier appariteur de 3e classe, maître ouvrier de 2e classe) ;
- gendarme (ou garde) ;
- sergent (ou maréchal des logis, second maître).

Le grade de gendarme, qui prend place entre les grades de sergent et de sergent-chef, n'est présent que dans le corps des sous-officiers de gendarmerie où il est le premier grade. Dans la Marine nationale, les sous-officiers sont appelés officiers mariniers.
Les sous-officiers forment un corps. Dans un régiment (ou formation assimilée), les sous-officiers élisent un représentant de leur catégorie auprès de la hiérarchie : le « président des sous-officiers ».
Les sous-officiers, comme les officiers subalternes et les « petits gradés » (caporal, brigadier ou quartier-maître de 2e classe, caporal-chef, brigadier-chef ou quartier-maître de 1re classe) font partie des cadres de contacts, c'est-à-dire qu'ils commandent directement la troupe. Ils sont souvent la cheville ouvrière d'un régiment ; ils accomplissent le rôle d'encadrement des troupes au plus près, de techniciens.
Les sous-officiers représentent environ 45% des effectifs militaires français, en 2024. Les sous-officiers représentent 60% de l'Armée de l'air française.

#### Bas-officiers
Sous l’Ancien Régime français, les « bas officiers » secondaient les officiers dans l’encadrement quotidien de la troupe. Ce terme survit dans le mot d'argot « bazof »
.

#### Écoles de sous-officiers en France
Pour devenir sous-officier d'active ou de réserve (ou officier marinier dans la Marine nationale), il est souhaitable de suivre les cours des écoles indiquées ci-après, selon l’armée mentionnée :
- dans la Gendarmerie nationale, une École de sous-officiers de la Gendarmerie nationale ;
- dans l'Armée de terre française, l'École nationale des sous-officiers d'active, l'École militaire de haute montagne (pour les troupes de montagne) ;
- dans l'Armée de l’air française, l'École de formation des sous-officiers de l'Armée de l'air ;
- dans la Marine nationale, l'École de maistrance.

Les meilleurs sous-officiers peuvent prétendre à devenir officier : près de la moitié du corps des officiers de l'Armée de terre est constituée d'anciens sous-officiers, qui notamment suivent ensuite les cours de l'École militaire interarmes, qui fait partie du groupe des écoles de Saint-Cyr Coëtquidan.
La brigade de sapeurs-pompiers de Paris et la Légion étrangère sont des exceptions: la plupart des sous-officiers de la Légion sont issus du rang légionnaire. Elle forme aussi les futurs chefs de groupe de l'infanterie puis des blindés et encadre les sous-officiers plus anciens au cours de la formation générale de 2e degré.